# 平行戀人
《平行戀人》（日语：パララバ -Parallel lovers-）是靜月遠火撰寫，越島羽空繪製插畫的日本輕小說作品。日文版作為第十五回電擊小說大獎金賞得主作品，於2009年2月由電擊文庫（ASCII MEDIA WORKS）出版發行。繁體中文版由台灣角川代理，並曾在香港發售；简体中文版由天闻角川代理发行，湖南美术出版社出版。
同年獲大賞的作品《加速世界》大受歡迎。

## 故事簡介
對平凡的高二女生遠野綾而言，每天最期待的事就是和藉由社團活動認識的別校男生村瀨一哉講電話。天天講電話的日子，讓兩人間的距離漸漸縮短，但在暑假快結束時，一哉卻發生意外不幸身亡。當晚，綾接到應該死去的一哉打來的電話，電話另一端的一哉，卻說死掉的人是綾……
以戀愛包裝的懸疑推理故事，將兩個平行世界相連的構思頗有創見......

## 登場人物
遠野綾
就讀南高二年級的女學生，合氣道社幽靈社員。本作主角。解決懸案後，與男主角的聯絡中斷。
村瀨一哉
就讀北高二年級的學生，合氣道社社長。本作主角。
葉月麗華
隸屬於北高文藝社，筆名為佐伯拉梅爾（佐伯ラメル），在關鍵時刻救了綾一命，綾和一哉的並行世界聯繫亦同時切斷。
望月修一郎
就讀北高二年級，合氣道社副社長。
瀧埼信
就讀南高三年三班，理組的學生。化學社社長。暑假時發生意外不幸身亡。
中山聰子
綾的同班同學。
齊木里緒
綾的同班同學。
小栗由利
綾的同班同學，廣播委員。
時田楓
綾的同班同學，化學社社員。
田中洋子
南高二年二班的學生，欠里緒錢。化學社社員。
杉爺
杉山商店的店員。
杉爺的長男
開和合成樹脂有關的工廠，生產小雞戰隊。
杉爺的次男
開便當店，常常外送到南高。本名為杉山浩二。

## 輕小說
| 卷數 | ASCII Media Works | ASCII Media Works   | 台灣角川      | 台灣角川               | 天闻角川       | 天闻角川               |
| 卷數 | 發售日            | ISBN                | 發售日        | ISBN                   | 發售日         | ISBN                   |
| ---- | ----------------- | ------------------- | ------------- | ---------------------- | -------------- | ---------------------- |
| 1    | 2009年2月10日     | ISBN 978-4048675185 | 2010年4月23日 | ISBN 978-986-237-602-7 | 2013年12月20日 | ISBN 978-7-5356-6684-0 |